# Хугаев, Гоча Олегович
Гоча Олегович Хугаев (род. 16 июля 1984 года во Владикавказе) — российский легкоатлет. Чемпион летних Паралимпийских игр 2012 года в Лондоне в прыжках в длину. Чемпион мира, Европы и России. Заслуженный мастер спорта России.

## Награды
- Орден Дружбы (10 сентября 2012 года) — за большой вклад в развитие физической культуры и спорта, высокие спортивные достижения на XIV Паралимпийских летних играх 2012 года в городе Лондоне (Великобритания)[1].